# Basauri
Basauri è un comune spagnolo di 45 085 abitanti situato nella comunità autonoma dei Paesi Baschi.

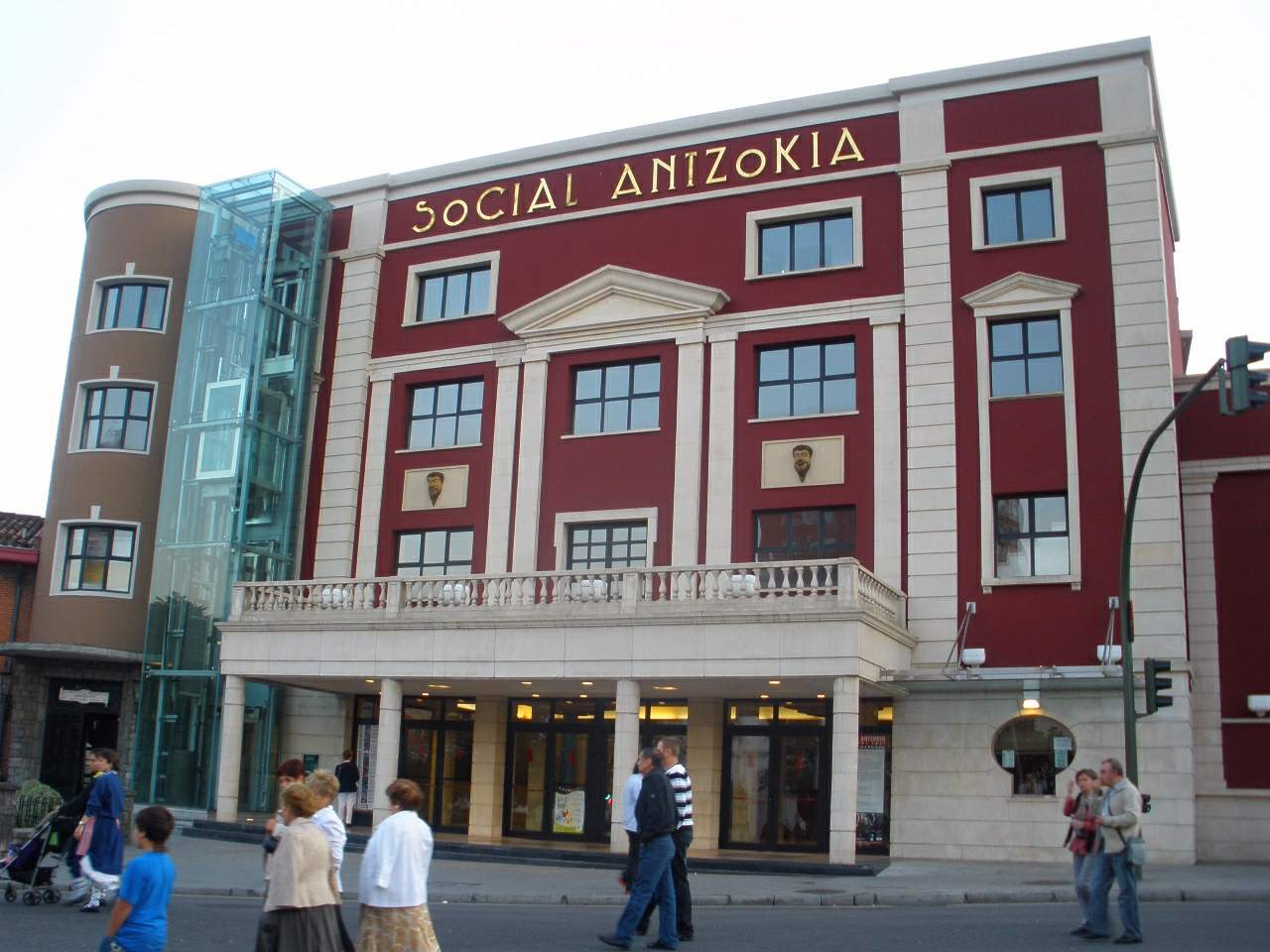
Il Teatro Sociale

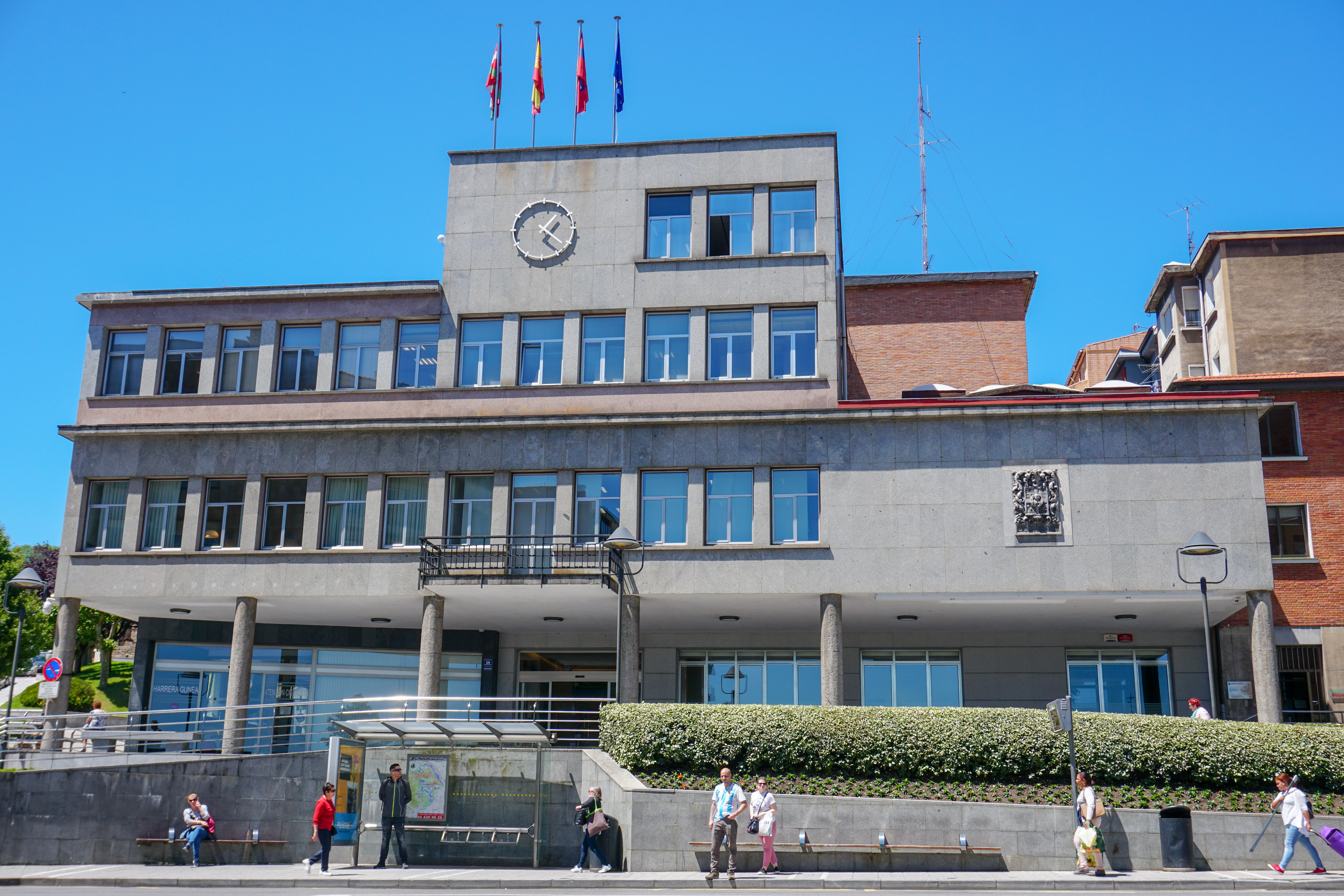
Il municipio

## Sport
La città è sede del club calcistico Club Deportivo Baskonia.